# تیپ یهودی
تیپ یهودی (انگلیسی: Jewish Brigade) یک تشکیلات نظامی نیروی زمینی بریتانیا در جنگ جهانی دوم بود. این تیپ در اواخر سال ۱۹۴۴ تشکیل شد و از میان یهودیان یه‌شو از قیمومت بریتانیا بر فلسطین استخدام شد و توسط افسران یهودیان بریتانیا فرماندهی می‌شد. این تیپ در مراحل پایانی کارزار ایتالیا حضور داشت و در سال ۱۹۴۶ منحل شد.
پس از جنگ، برخی از اعضای این تیپ به بازماندگان هولوکاست کمک کردند تا به عنوان بخشی از آلیا بت، برخلاف محدودیت‌های بریتانیا، به‌طور غیرقانونی به فلسطین تحت قیمومیت مهاجرت کنند. سایر اعضا گروه‌های خودسر گمول و تیلهاس تیزیگ گِشِفتِن را تشکیل دادند که صدها جنایتکار جنگی آلمانی، اتریشی و ایتالیایی را ترور کردند. همچنین حداقل دو مورد وجود داشت که در آنها کهنه‌سربازان تیپ در ترور کاپوهای یهودی دست داشتند.